# 林克的冒險
《林克的冒險》是一款含有平台游戏元素的動作角色扮演遊戲。這是薩爾達傳說系列的第二款作品，由任天堂製作，並在前作《塞尔达传说》在日本发行不到一年后，于1987年1月于日本在自家的FC磁碟機平台上發行。本作在日本发售的日期甚至比前作在北美发行的日期还早7个月。开发团队之后于1988年将本作的媒介从磁碟转为卡带，在北美和欧洲的NES上推出。
《林克的冒险》是《塞尔达传说》的直系续作，主角同样为林克，在游戏中林克踏上旅途，拯救受睡眠魔法诅咒的塞尔达公主。《林克的冒险》包含了横向卷轴和角色扮演元素，和前作大相径庭。按系列官方时间轴，《林克的冒险》是唯一的初代游戏后传；其他作品或为前传，或设定于平行世界。2017年推出的《塞尔达传说 旷野之息》被设定为发生在所有系列游戏之后，打破了这个局面。
本作获得了商业上和口碑上的双重成功。游戏所开创的一些元素在续作中被沿用，包括林克的“魔法槽”、角色黑暗林克等；但是本作中的经验值等角色扮演要素、平台风格的横向卷轴和生命数等设定，则未现于后续正统游戏。本作的续作为1991年超级任天堂游戏《塞尔达传说 众神的三角力量》。

## 玩法
《林克的冒险》是一款动作角色扮演游戏，但是同前作与系列续作相似点不多。在前作当中，游戏绝大多数场景下均为俯视地图视角，只有在迷宫内的少数场景下为横向视角；本作则只拥有一块俯视视角的大地图，其他场景皆为横向卷轴式。本作的横向卷轴和经验值系统与恶魔城系列游戏，尤其是1987年磁碟机游戏《恶魔城II 诅咒的封印》相似。游戏糅合了战略战斗系统、基于生命数的接关系统、经验值系统和魔法系统。除此之外，本作还添加了大量与非玩家角色（NPC）的互动元素。除了本作和CD-i独占的塞尔达系列CD-i游戏《塞尔达 加梅伦之杖》和《林克 恶魔之颜》外，再无采用生命数系统。侧视视角则在《織夢島》和其他Game Boy上的系列游戏中被再度采用，但这些游戏仍然是以俯视视角为主，侧视视角为次。

### 经验等级
游戏中林克击败敌人获得经验值，消费经验值能提升攻击、魔法和生命等级，这三个属性皆8级封顶。生命等级越高，林克受攻击后扣减的生命槽越少；魔法等级越高，魔法值（MP）的消耗越低；攻击等级越高，剑的攻击力越强。升级属性所需经验值各异，生命等级所需经验最少，攻击等级则最多。玩家攒够经验值即可选择升级，但也可选择不升级，继续储存经验值以攒够升级其他属性的经验值。林克若对已8级封顶的属性进行升级，则会获得一条生命。林克分别可以得到四个心之容器和四个魔法容器，能永久提升其生命值和魔法值上限。而在其他塞尔达游戏中，林克只能通过获得武器、道具和心之容器来提升自身的力量。某些敌人攻击林克时会吸走他的经验值，但林克不会因此降级。当游戏结束或者玩家主动存档的时候，玩家会丢失积攒的经验值，但是会保留住林克的攻击、魔法和生命等级。

### 大地图与横向卷轴场景
《林克的冒险》有两类画面，世界地图和场景地图。世界地图和系列其他游戏的主要行动场所一样，采用俯视视角，不过本作地图的作用为连接其他场所。林克在进入城镇等场所时，画面会改为横向卷轴视角。除了穿过熔岩与水域外，游戏大多数行动都以横向卷轴显示，林克也只会在横向卷轴界面受伤或被杀。在世界地图画面，会出现敌人追击林克，当林克和敌人接触后，就会切入横向卷轴的战斗画面。地图上每次会有三只敌人图标出现，弱敌以白色符号表示（移植版为黑色史莱姆阴影），强敌以绿符号表示（移植版为黑色哥布林阴影）；此外还有为林克恢复生命值的精灵，以红符号表示（移植版为妖精图标）。这种旅行与遇敌方式改编自电子角色扮演游戏。

### 战斗系统
游戏战斗系统较前作复杂。林克除装备剑盾才能攻击防御外，还需按情况站起或蹲下；比如敌人铁骑士会按林克的姿态，改变攻击与持盾的高度，因此林克也需要改变姿态攻防。林克可以跳跃攻击高处或飞空的敌人，或以此躲避危险。随着游戏发展，林克可以学会跳跃上刺和下扎的剑术。

### 魔法与特殊道具
和前作与系列续作一样，玩家收集特定道具才能推动游戏；这些发挥特殊功能的道具，或可无限使用到游戏结束，或者只能用于在世界地图。林克除了使用道具外，还能在战斗场景发动魔法。林克可在各城镇的智者处习得不同魔法，但前提是要完成支线任务，如取回丢失的道具。部分魔法为推进游戏所必需的，如一些很高的阶梯，需要学会跳跃或精灵魔法才能通过。此外，精灵只能在个别地点找到，或是在世界地图随机遇到，因此学会生命魔法，就可在战斗场景恢复生命值。

### 多周目
《林克的冒险》和前作相同，都可以在卡带中保存三个游戏存档。玩家通关后，从主菜单选择对应的存档，就能继承前次的等级、剑术和魔法开始新游戏，但是特殊道具、心器和魔器无法继承，必须要重新拿取。

## 情节
游戏设定于《塞尔达传说》数年之后，已经16岁的林克发现他的左手背长出了奇怪标记，极似海拉尔的纹章。他找到印帕，印帕将他带到北部城堡，一座被魔法世代封印的门前。印帕将林克左手背放到门上，将门打开了，门后出现一位沉睡的少女。印帕告诉林克这是塞尔达（非初代游戏中的塞尔达），远古时的初代海拉尔的公主。在她的王国，有三块神圣的三角形的黄金宝物，被称作三角力量；塞尔达的王兄在父王新逝后，要她告诉最后一块三角力量的所在。塞尔达公主坚决反对，愤怒的王兄便请魔导师朋友让公主沉睡。塞尔达被强力的魔法催眠，魔导师却因无力控制魔法而遭反噬。王子之后陷入悔恨，却无力解开魔法，他将妹妹放在城堡塔中，愿其有朝一日苏醒。他要求此后所有王室公主都叫塞尔达，来记住这场悲剧。
印帕说，林克手上的印记，标明他是唤醒塞尔达的英雄。她交给林克装有六颗水晶的宝盒，以及未来海拉尔国王才能阅读的古文。林克虽从未见过这些符号，却能阅读这文章。文章指示，将六水晶放回不同的海拉尔宫殿，就能开启到大宫殿的道路，获得里面的勇气三角力量。将勇气三角力量和另外两块结合，就能让塞尔达苏醒。林克带上水晶，将它们放回对应宫殿。而伽农的手下也在埋伏杀掉林克，用他的血献祭复活加侬。林克最终放回六颗水晶，开启了进入大神殿的结界。林克在宫殿深处，和他本人的暗影分身黑暗林克战斗。之后林克将勇气三角力量带出，返回了塞尔达处。随着三块三角力量的结合，林克的希望唤醒了塞尔达。

## 开发与发行

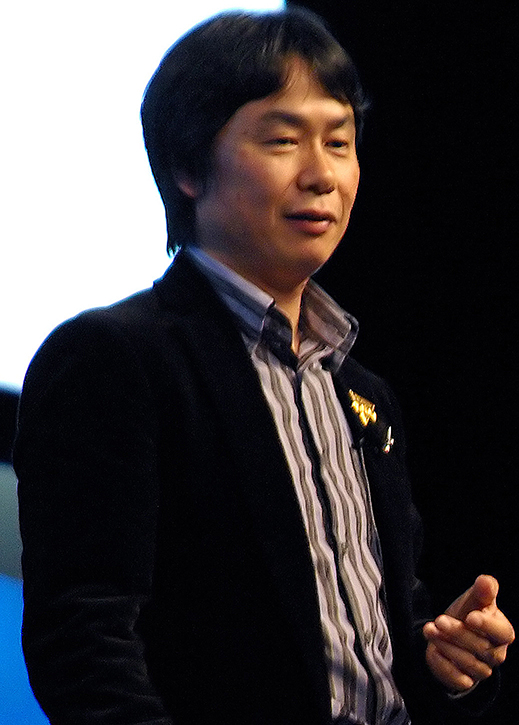
宫本茂，系列首作的创作者，并继续在续作中担当制作人

宫本茂是初代《塞尔达传说》的创作者，他希望《林克的冒险》的基础元素和前作不同。游戏组建了一支新开发团队。然而宫本茂担当制作人，手塚卓志继续编写故事和剧本。《林克的冒险》由杉山直监督，这是他在任天堂的首个项目。游戏音乐由中塚章人谱写。
《林克的冒险》在FC磁碟机首发，之后在全球推出。和前作相同，后续版本和磁碟机版有少许明显差异。磁碟机版迷宫都为灰色，英语版迷宫则配色不一。此外，英文版两个迷宫头目Carrok和Volvagia采用不同图形。磁碟机版游戏结束画面为纯黑背景，显示文字“加侬重现/结束”，英文版则显示加侬上半身的黑影，配以文字“游戏结束/加侬重现”。英文版迷宫新增少量内容，同时迷宫自身也有些许变化。因磁碟机配备额外音频芯片，任天堂向NES移植时，去除了部分音乐元素，之中标题画面配乐变化最明显。原版和移植版的大地图怪物标志不同。在原版中，存档时三项等级统一最低等级，而NES版可以分开储存。
《林克的冒险》于2003年再版收录于GameCube的《薩爾達傳說合輯》，2004年的Game Boy Advance合辑《Famicom Mini》收录了修改版游戏。为防癫痫发作，死亡动画以纯红色背景替代了闪光效果。游戏画面和声音亦多处微调。游戏于2007年1月23日在日本Wii Virtual Console上发行，是该地区的第100款游戏,，其欧洲与澳洲版在2007年2月9日发行，美版于2007年6月4日发行。该版本没有修改文字，但沿用了GameCube和Game Boy Advance版的纯红背景死亡动画。
游戏于2011年9月在任天堂3DS Virtual Console发行，游戏和前作等10款原创FC游戏作为赠品，送给降价前的任天堂3DS卖主。任天堂3DS和Wii U Virtual Console版后可通过任天堂eShop购买。3DS版直接移植自NES原版，因此死亡动画有闪光，且未沿用前作的文字修改。游戏虽有存档选项，但会随软件完全重启而丢失。

## 评价
| 汇总媒体     | 得分 | 得分   |
| 汇总媒体     | FC   | GBA    |
| ------------ | ---- | ------ |
| GameRankings | 78%  | 69%    |
| Metacritic   |      | 73/100 |

| 媒体       | 得分   | 得分      |
| 媒体       | FC     | GBA       |
| ---------- | ------ | --------- |
| 1UP.com    |        | 65/100    |
| AllGame    | [ 21 ] | 3.5/5颗星 |
| 龙         | [ 22 ] |           |
| GameSpot   |        | 6.9/10    |
| IGN        |        | 8.5/10    |
| 任天堂力量 |        | 72/100    |
| Play       | 91%    |           |
| Fami通     | 36/40  |           |

### 原版
《林克的冒险》在日本售出75万套，另改写磁碟75万次。游戏1988年在北美一经推出，就成为最畅销的FC游戏，许多零售商报告游戏当年脱销。游戏全球最终销量为438万，是第5畅销FC游戏。
《Famicom通信》（今《Fami通》）打出36/40，四名评论者分别打出8、10、9、9分。这是当时仅次于《勇者斗恶龙II》的最高分，他们也是到1987年时，唯二突破35分的游戏。游戏在《Family Computer Magazine》的读者投票中获得19.84/25分；杂志称游戏风格虽较前作变化巨大，但在画面和音效上都胜过前作，游戏亦因神殿中隐藏的大量道具、陷阱而有趣。 《Play》对游戏独特的玩法表示称赞，称“其将多种独特元素结合，创造了非同一般的动作RPG体验”。《任天堂力量》为之颁发1988年年度游戏奖，并称其为“系列进化途中，有趣而自然的一步”。《Total!》杂志在1992年第2期的游戏评测中打出82%，中庸的配乐和图形相当拖累了总分。桑迪·皮特森在《龙》第198期的“监视之眼”专栏中评测游戏并打出了3/5星。
《林克的冒险》入选《任天堂力量》的200大任天堂主机游戏榜单，位列第110名。游戏在又2008年，入选该杂志最佳FC游戏榜单，并获得第12名；杂志称，游戏是对前作激进清新的改革。

### 再版
IGN称游戏是“值得推荐、适合游玩的动作”游戏，但“不要从的真正经典的塞尔达作品中，指望同样的游戏性”。1UP.com称赞了游戏长度，称“你能在其中找到許多值得花時間遊玩的要素”。游戏亦获部分批评。GameSpot评论称Wii Virtual Console版游戏“尚值5美元”，但其设计决策存在问题，且玩家不看攻略很容易卡壳。Game Boy Advance版在Metacritic的汇总得分为73/100，在GameRankings的则为69%；二者都是系列最低分。

## 影响
许多系列要素都为本作所创。如虽然《塞尔达传说》就有非玩家角色（NPC），但他们作用有限，而从本作开始，各种NPC会林克的探险中扮演关键作用。《林克的冒险》是最早一批NPC可以走动，且表面上自有其行程的游戏，NPC由此为游戏带来生机，而不仅是展开故事的舞台背景。《林克的冒险》引入的魔法和技能系统在系列续作中延续。和林克关系紧密的勇气三角力量在本作首次登场，并在后续作品中扮演重要作用。暗黑林克在本作首度登场，之后又在《时之笛》、《4人之剑+》和《大地汽笛》中登场。
《林克的冒险》还是最早将角色扮演与平台元素深度结合的游戏之一。许多日本游戏在之后几年中，采用了类似形式；如《卡達敘傳說》（1989）和《林克的冒险》十分相似，在这款横向卷轴平台游戏中，采用了RPG式的能力值系统、武器、防具、魔法等。
《时之笛》里许多贤者都以《林克的冒险》的城镇来命名。而在游戏时间轴中，角色先于这些城镇出现。《林克的冒险》是唯一不带“塞尔达传说”的主要游戏，是唯一有多条“生命”的塞尔达游戏，也是唯一有生命图标的系列游戏。《林克的冒险》的续作是1991年超级任天堂游戏《塞尔达传说 众神的三角力量》，这款游戏起用新林克和塞尔达角色，并再度回到初代的俯视视角。游戏是两款FC游戏的前传，因之后的塞尔达游戏都是前传或“前传的后传”，因此《林克的冒险》到2013年时仍没有后传。
在《任天堂明星大亂鬥DX》的“海拉尔神殿”和“地下迷宫”关卡中，使用了酒井省吾编曲的《神殿》。《任天堂明星大亂鬥X》也采用了改编的“大神殿”背景乐。该曲目后再度改编，并出现在《塞尔达传说 众神的三角力量2》的两处，一是擦身战斗主题曲，二是慢速版的战斗胜利音乐；这是唯一使用《林克的冒险》音乐的塞尔达游戏。擦身战斗模式的灵感来自《林克的冒险》的最终头目战，擦身战斗中一名玩家扮演林克，另一名扮演暗黑林克。
WayForward技术开发了一款《林克的冒险》致敬游戏——任天堂3DS上的《Adventure Time: Hey Ice King! Why'd You Steal Our Garbage?!》。